# 圣巴尔布 (孚日省)
圣巴尔布（法語：Sainte-Barbe，法語發音：[sɛ̃t baʁb] ⓘ）是法国大東部大區孚日省的一个市镇，属于埃皮纳勒区。

## 地理
圣巴尔布（48°23'47"N, 6°43'21"E）面积30.38 平方千米，位于法国大東部大區孚日省，该省份为法国东北部内陆省份，北起默兹省和默尔特-摩泽尔省，西接上马恩省，南至上索恩省和贝尔福地区省，东临上莱茵省和下莱茵省。
与圣巴尔布接壤的市镇（或旧市镇、城区）包括：德讷夫尔、拉沙佩勒、默尔特河畔蒂亚维尔、巴济安、埃蒂瓦勒-克莱尔方丹、贝尔维特河畔梅尼、诺松库尔、拉翁莱塔普、圣伯努瓦拉希波特。

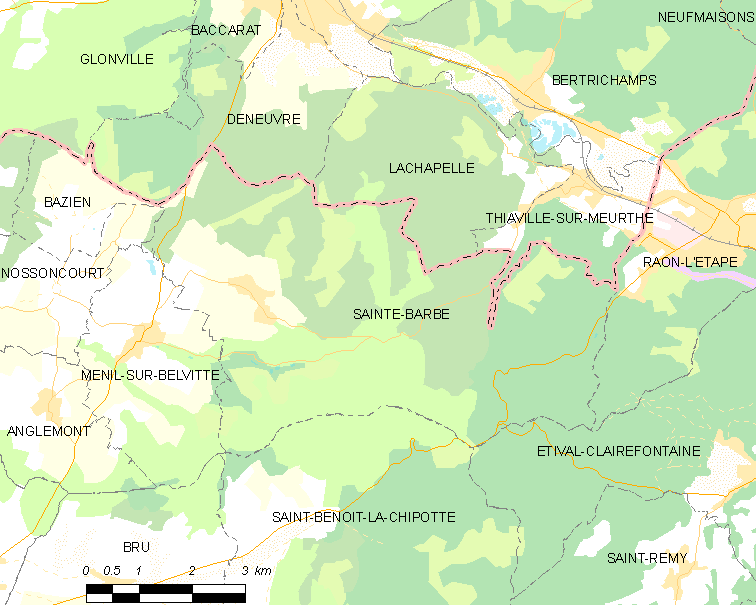
的OSM定位图

圣巴尔布的时区为UTC+01:00、UTC+02:00（夏令时）。

## 行政
圣巴尔布的邮政编码为88700，INSEE市镇编码为88410。

## 政治
圣巴尔布所属的省级选区为拉翁莱塔普县。

## 人口

1962-2008年间人口变化图示

圣巴尔布于2022年1月1日时的人口数量为268人。